# Shonhiwa Masedza
Shonhiwa Masedza Tandi Moyo, född 1914 i byn Gandanzara i Manicaland, död 1973 i Ndola i Zambia, var en afrikansk kyrkoledare med exklusiva anspråk.
Han ska 1932 ha mottagit en uppenbarelse på Marimba Hill, utanför staden Norton i västra Mashonaland, antagit namnet Johane Masowe (Johannes i vildmarken) och startat Gospel of God Church.
Allt sedan dess var han intensivt verksam som predikant och församlingsbyggare fram till sin död, trots att han mötte förföljelse på grund av detta och flera gånger dömdes och fängslades av de koloniala myndigheterna.
Precis som för den första kristna kyrkan i Apostlagärningarna ledde dessa förföljelser till att kyrkan spreds över stora områden.
Runt 1947 slog Masedza/Masowe sig ner utanför Port Elizabeth i Sydafrika. Många av hans anhängare följde honom dit och började försörja sig som korgmakare men 1962 utvisades 1 880 av dem med tåg tillbaka till Zimbabwe. För att undvika fortsatt förföljelse av kolonialmakten sökte många av dem sig vidare till det så kallade kopparbältet i Zambia varifrån rörelsen spred sig vidare till andra delar av Östafrika.
1964 flyttade Masowe till Dar es Salaam. Senare bosatte han sig i Arusha, Tanzania och Nairobi, Kenya (1967). Rörelsen spred sig även vidare till Moçambique 1969 och Kongo-Kinshasa 1972.
Vid Masowes död (efter vilken han begravdes i sin födelseby) hade han över en halv miljon anhängare i nio olika länder i södra, centrala och östra Afrika.